# Thomas Jefferys
Thomas Jefferys (Gran Bretagna, 1719 – Gran Bretagna, 1771) è stato un geografo, cartografo e incisore britannico.
Geografo di re Giorgio III, incise e stampò mappe per il suo governo e per altre istituzioni, e produsse un'ampia gamma di mappe e atlanti commerciali, specialmente delle Americhe.

## Primi lavori

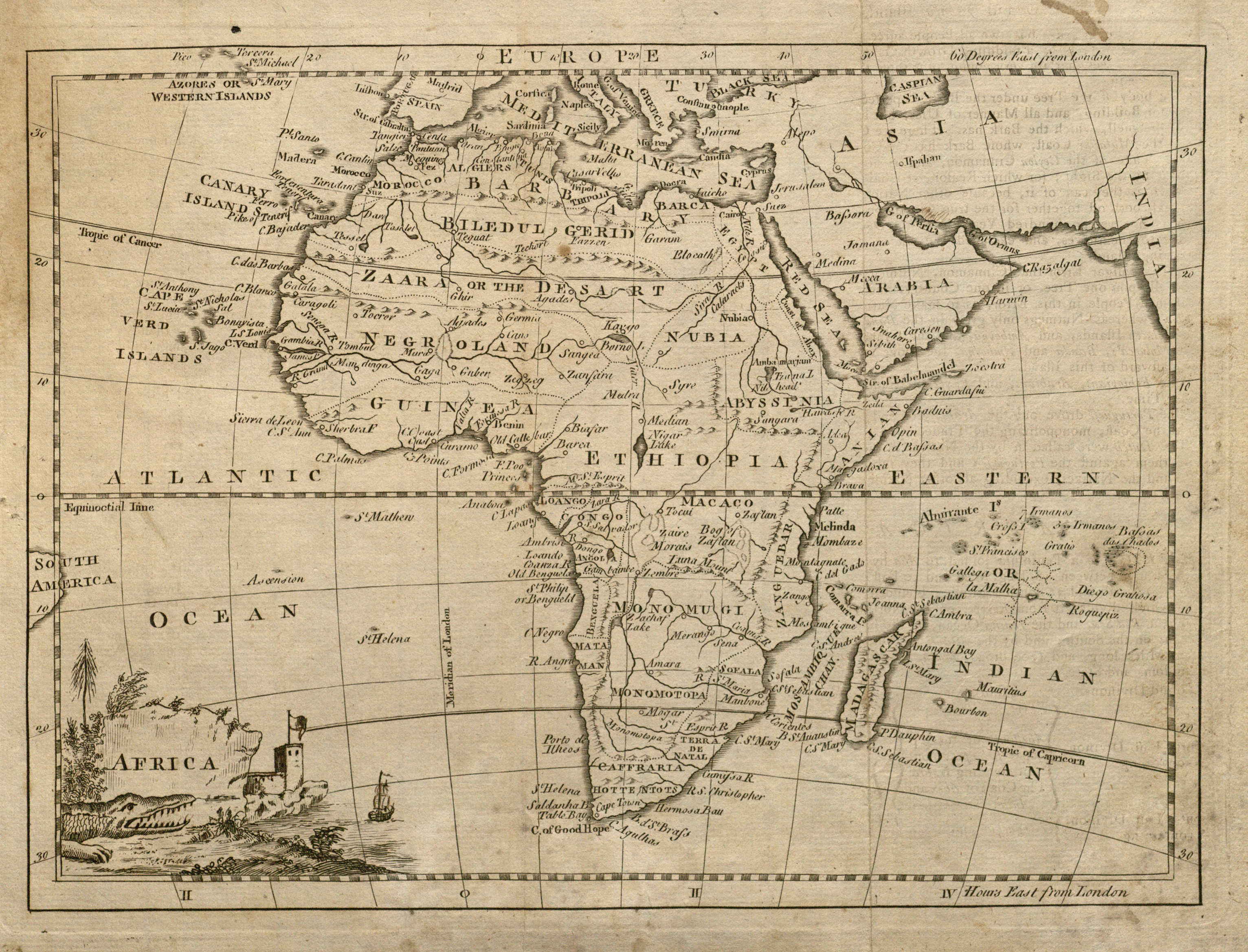
Jefferys, Africa, 1763

Come "Geografo del principe del Galles" egli incise A Plan of All the Houses, Destroyed & Damaged by the Great Fire, Which Begun in Exchange Alley Cornhill, on Friday March 25 nel 1748, The Small English Atlas con Thomas Kitchin, e i piani delle città dei Midlands.

## Mappe del Nord America
Nel 1754, Jefferys pubblicò una mappa della Virginia, che era stata esplorata da Joshua Fry e Peter Jefferson nel 1751. L'anno successivo pubblicò Map of the Most Inhabited Part of New England, relativa ai posti esplorati da John Green, e nel 1768 pubblicò A General Topography of North America and the West Indies assieme a Robert Sayer. Nel 1775, dopo la sua morte, raccolte delle sue mappe furono pubblicate da Sayer sotto il nome di The American Atlas e The West-India Atlas.

## Mappe delle contee inglesi
Jefferys commissionò esplorazioni e pubblicò grandi mappe in scala di molte contee inglesi (nel caso del Bedfordshire e dell'Huntingdonshire la scala era 1:31680):
- Bedfordshire, misurazioni del 1765, pubblicazione del 1765 - Thomas Jefferys, The County of Bedford, ristampata da Bedfordshire Historical Record Society nel 1983 con un'introduzione di Betty Chambers;
- Huntingdonshire, misurazioni del 1766, pubblicazione del 1768;
- Oxfordshire, misurazioni del 1766-67, pubblicazione del 1767 (da parte di Andrew Dury);
- County Durham, pubblicazione del 1768;
- Buckinghamshire, misurazioni del 1766-68, pubblicazione del 1770, ristampata nel 2000;
- Westmoreland, misurazioni del 1768, pubblicazione del 1770;
- Yorkshire, misurazioni del 1767-70, pubblicazione del 1771-72;
- Cumberland, misurazioni del 1770-71, pubblicazione del 1774;
- Northamptonshire, (misurazioni originarie di Thomas Eyre) revisionate nel 1771, pubblicazione del 1779.

Dopo la morte di Jefferys, queste mappe furono ristampate da altri cartografi, tra i quali William Faden.